# Пророк Моисей: Вождь-освободитель
«Пророк Моисей: Вождь-освободитель» (англ. Moses) — телевизионный фильм о жизни пророка Моисея.

## Сюжет
Когда фараон Египта Рамсес II приказал убить всех еврейских детей, уцелел лишь младенец Моисей. Мать положила его в корзину, которую пустила плыть по Нилу. Дочь фараона нашла младенца, усыновила его, и он воспитывался вместе с наследником престола Мернефтой. Господь призвал Моисея вывести свой народ из египетского рабства в Землю обетованную.
Но Мернефта, занявший трон после смерти отца, отказался отпустить евреев. Лишь страшные знамения вынудили его не препятствовать Моисею. Пустившись в погоню за беглецами, фараон вместе со всей своей армией погиб в пучине Красного моря. Моисей же 40 лет водил свой народ по пустыне, чтобы избавить души соплеменников от рабства.

## В ролях
- Бен Кингсли — Моисей
- Фрэнк Ланджелла — Мернефта
- Кристофер Ли — Рамсес II
- Дэвид Суше — Аарон
- Филипп Стоун — Иофор
- Анна Гальена — Птира
- Джеральдин Макьюэн — Мириам
- Энрико Ло Версо — Иисус Навин
- Энтон Лессер — Элиаф